# Olympische Sommerspiele 2016/Teilnehmer (Spanien)
| Gelbes Symbol für Goldmedaillen mit stilisierten Olympischen Ringen | Graues Symbol für Silbermedaillen mit stilisierten Olympischen Ringen | Braundes Symbol für Bronzemedaillen mit stilisierten Olympischen Ringen |
| ------------------------------------------------------------------- | --------------------------------------------------------------------- | ----------------------------------------------------------------------- |
| 7                                                                   | 4                                                                     | 6                                                                       |

Spanien nahm an den Olympischen Spielen 2016 in Rio de Janeiro teil. Es war die insgesamt 23. Teilnahme an Olympischen Sommerspielen.

## Medaillen

### Medaillenspiegel
| Medaillenspiegel Spanien |                            |                              |                           |                           |        |
| Platz                    | Sportart                   | Goldmedaille – Olympiasieger | Silbermedaille – 2. Platz | Bronzemedaille – 3. Platz | Gesamt |
| 1                        | Kanu                       | 3                            | –                         | 1                         | 4      |
| 2                        | Leichtathletik             | 1                            | 1                         | –                         | 2      |
| 3                        | Schwimmen                  | 1                            | –                         | 1                         | 2      |
| 4                        | Badminton                  | 1                            | –                         | –                         | 1      |
| 4                        | Tennis                     | 1                            | –                         | –                         | 1      |
| 6                        | Basketball                 | –                            | 1                         | 1                         | 2      |
| 6                        | Taekwondo                  | –                            | 1                         | 1                         | 2      |
| 8                        | Rhythmische Sportgymnastik | –                            | 1                         | –                         | 1      |
| 9                        | Gewichtheben               | –                            | –                         | 1                         | 1      |
| 9                        | Radsport                   | –                            | –                         | 1                         | 1      |
| Gesamt                   | Gesamt                     | 7                            | 4                         | 6                         | 17     |

### Medaillengewinner

#### Gold
| Name                         | Sportart       | Wettkampf                    |
| ---------------------------- | -------------- | ---------------------------- |
| Mireia Belmonte              | Schwimmen      | 200 m Schmetterling (Frauen) |
| Maialen Chourraut            | Kanu           | Einer-Kajak (Frauen)         |
| Marc López Rafael Nadal      | Tennis         | Herrendoppel                 |
| Marcus Walz                  | Kanu           | Einer-Kajak 1000 m (Männer)  |
| Saúl Craviotto Cristian Toro | Kanu           | Zweier-Kajak 200 m (Männer)  |
| Carolina Marín               | Badminton      | Damen-Einzel                 |
| Ruth Beitia                  | Leichtathletik | Hochsprung (Frauen)          |

#### Silber
| Name | Sportart                   | Wettkampf                    |
| --- | -------------------------- | ---------------------------- |
| Orlando Ortega | Leichtathletik             | 110 m Hürden (Männer)        |
| Eva Calvo | Taekwondo                  | Taekwondo bis 57 kg (Frauen) |
| Anna Cruz Silvia Domínguez Laura Gil Astou Ndour Laura Nicholls Laia Palau Lucila Pascua Laura Quevedo Leonor Rodríguez Leticia Romero Alba Torrens Marta Xargay | Basketball                 | Damen                        |
| Sandra Aguilar Artemi Gavezou Elena López Lourdes Mohedano Alejandra Quereda                                                                                     | Rhythmische Sportgymnastik | Mannschaft                   |

#### Bronze
| Name | Sportart     | Wettkampf                       |
| --- | ------------ | ------------------------------- |
| Mireia Belmonte | Schwimmen    | 400 m Lagen (Frauen)            |
| Lidia Valentín | Gewichtheben | Gewichtheben bis 75 kg (Frauen) |
| Joel González | Taekwondo    | Taekwondo bis 68 kg (Herren)    |
| Álex Abrines José Calderón Víctor Claver Rudy Fernández Pau Gasol Willy Hernangómez Sergio Llull Nikola Mirotić Juan Carlos Navarro Felipe Reyes Sergio Rodríguez Ricky Rubio | Basketball   | Herren                          |
| Saúl Craviotto | Kanu         | Einer-Kajak 200 m (Männer)      |
| Carlos Coloma | Radsport     | Mountainbike (Männer)           |

## Teilnehmer nach Sportarten

### Badminton
| Athleten       | Wettbewerb | Gruppenphase                 | Gruppenphase                          | Gruppenphase | Gruppenphase | Achtelfinale  | Achtelfinale  | Viertelfinale | Viertelfinale      | Halbfinale    | Halbfinale         | Finale        | Finale                    | Rang |
| Athleten       | Wettbewerb | Gegner                       | Ergebnis                              | Punkte       | Rang         | Gegner        | Ergebnis      | Gegner        | Ergebnis           | Gegner        | Ergebnis           | Gegner        | Ergebnis                  | Rang |
| -------------- | ---------- | ---------------------------- | ------------------------------------- | ------------ | ------------ | ------------- | ------------- | ------------- | ------------------ | ------------- | ------------------ | ------------- | ------------------------- | ---- |
| Frauen         |            |                              |                                       |              |              |               |               |               |                    |               |                    |               |                           |      |
| Carolina Marín | Einzel     | Nanna Vainio Line Kjærsfeldt | 2:0 (21:6, 21:4) 2:0 (21:16, 21:13)   | 84:39        | 1/3          | -             | -             | Sung Ji-hyun  | 2:0 (21:12, 21:16) | Li Xuerui     | 2:0 (21:14, 21:16) | P. V. Sindhu  | 2:1 (19:21, 21:12, 21:15) | Gold |
| Männer         |            |                              |                                       |              |              |               |               |               |                    |               |                    |               |                           |      |
| Pablo Abián    | Einzel     | Jaspar Yu Woon Chai Hu Yun   | 2:0 (21:12, 21:10) 0:2 (18:21, 19:21) | 79:59        | 2/3          | ausgeschieden | ausgeschieden | ausgeschieden | ausgeschieden      | ausgeschieden | ausgeschieden      | ausgeschieden | ausgeschieden             |      |

### Basketball
| Wettbewerb             | Frauen | Männer |
| ---------------------- | --- | --- |
| Athleten               | Anna Cruz Silvia Domínguez Laura Gil Astou Ndour Laura Nicholls Laia Palau Lucila Pascua Laura Quevedo Leonor Rodríguez Leticia Romero Alba Torrens Marta Xargay | Álex Abrines José Calderón Víctor Claver Rudy Fernández Pau Gasol Willy Hernangómez Sergio Llull Nikola Mirotić Juan Carlos Navarro Felipe Reyes Sergio Rodríguez Ricky Rubio |
| Trainer                | Lucas Mondelo | Sergio Scariolo ( Italien) |
| Gruppenphase           | Serbien (65:59) Vereinigte Staaten (63:103) China (89:68) Senegal (97:43) Kanada (73:60)                                                                         | Kroatien (70:72) Brasilien (65:66) Nigeria (96:87) Litauen (109:59) Argentinien (92:73)                                                                                       |
| Viertelfinale          | Türkei (64:62) | Frankreich (92:67) |
| Halbfinale             | Serbien (68:54) | Vereinigte Staaten (76:82) |
| Finale/Spiel um Bronze | Vereinigte Staaten (72:101) | Australien (89:88) |
| Platzierung            | Silber | Bronze |

### Beachvolleyball
| Athleten                         | Gruppenphase                                       | Gruppenphase                                                                 | Gruppenphase | Gruppenphase | Achtelfinale      | Achtelfinale       | Viertelfinale | Viertelfinale | Halbfinale    | Halbfinale    | Finale        | Finale        | Rang |
| Athleten                         | Gegner                                             | Ergebnis                                                                     | Punkte       | Rang         | Gegner            | Ergebnis           | Gegner        | Ergebnis      | Gegner        | Ergebnis      | Gegner        | Ergebnis      | Rang |
| -------------------------------- | -------------------------------------------------- | ---------------------------------------------------------------------------- | ------------ | ------------ | ----------------- | ------------------ | ------------- | ------------- | ------------- | ------------- | ------------- | ------------- | ---- |
| Frauen                           |                                                    |                                                                              |              |              |                   |                    |               |               |               |               |               |               |      |
| Elsa Baquerizo Liliana Fernández | Gallay / Klug Hermannová / Sluková Ágatha / Seixas | 2:0 (21:11, 21:19) 2:0 (21:15, 21:19) 2:0 (21:17, 22:20)                     | 6            | 1            | Birlowa / Ukolowa | 0:2 (21:23, 22:24) | ausgeschieden | ausgeschieden | ausgeschieden | ausgeschieden | ausgeschieden | ausgeschieden |      |
| Männer                           |                                                    |                                                                              |              |              |                   |                    |               |               |               |               |               |               |      |
| Adrián Gavira Pablo Herrera      | Huber / Seidl Cherif / Jefferson Gibb / Patterson  | 2:1 (14:21, 21:17, 15:13) 1:2 (21:13, 18:21, 12:15) 2:1 (21:19, 16:21, 15:7) | 5            | 1            | Cerutti / Schmidt | 0:2 (22:24, 13:21) | ausgeschieden | ausgeschieden | ausgeschieden | ausgeschieden | ausgeschieden | ausgeschieden |      |

### Bogenschießen
| Athleten                                                 | Wettbewerb | Qualifikation | Qualifikation | 1. Runde                  | 1. Runde      | 2. Runde          | 2. Runde      | Achtelfinale      | Achtelfinale  | Viertelfinale | Viertelfinale | Halbfinale    | Halbfinale    | Finale        | Finale        | Rang |
| Athleten                                                 | Wettbewerb | Ringe         | Rang          | Gegner                    | Ergebnis      | Gegner            | Ergebnis      | Gegner            | Ergebnis      | Gegner        | Ergebnis      | Gegner        | Ergebnis      | Gegner        | Ergebnis      | Rang |
| -------------------------------------------------------- | ---------- | ------------- | ------------- | ------------------------- | ------------- | ----------------- | ------------- | ----------------- | ------------- | ------------- | ------------- | ------------- | ------------- | ------------- | ------------- | ---- |
| Frauen                                                   |            |               |               |                           |               |                   |               |                   |               |               |               |               |               |               |               |      |
| Adriana Martín                                           | Einzel     | 630           | 32            | Lei Chien-ying            | 2-6 (104:107) | ausgeschieden     | ausgeschieden | ausgeschieden     | ausgeschieden | ausgeschieden | ausgeschieden | ausgeschieden | ausgeschieden | ausgeschieden | ausgeschieden | 33   |
| Männer                                                   |            |               |               |                           |               |                   |               |                   |               |               |               |               |               |               |               |      |
| Miguel Alvariño                                          | Einzel     | 651           | 44            | Lucas Daniel              | 6-0 (84:78)   | Lee Seung-yun     | 1-7 (106:114) | ausgeschieden     | ausgeschieden | ausgeschieden | ausgeschieden | ausgeschieden | ausgeschieden | ausgeschieden | ausgeschieden | 17   |
| Antonio Fernández                                        | Einzel     | 657           | 35            | Kao Hao-wen               | 6-0 (83:72)   | David Pasqualucci | 6-2 (107:109) | Taylor Worth      | 3-7 (135:136) | ausgeschieden | ausgeschieden | ausgeschieden | ausgeschieden | ausgeschieden | ausgeschieden | 9    |
| Juan Ignacio Rodríguez                                   | Einzel     | 678           | 10            | Muhammad Akmal Nor Hasrin | 6-0 (86:69)   | Robin Ramaekers   | 6-0 (88:80)   | Takaharu Furukawa | 3-7 (135:138) | ausgeschieden | ausgeschieden | ausgeschieden | ausgeschieden | ausgeschieden | ausgeschieden | 9    |
| Miguel Alvariño Antonio Fernández Juan Ignacio Rodríguez | Mannschaft | 1986          | 8             | Niederlande               | 1:5 (158:166) | –                 | –             | –                 | –             | ausgeschieden | ausgeschieden | ausgeschieden | ausgeschieden | ausgeschieden | ausgeschieden | 9    |

### Boxen
| Athleten       | Wettbewerb                   | 1. Runde           | 1. Runde | Achtelfinale  | Achtelfinale  | Viertelfinale     | Viertelfinale | Halbfinale    | Halbfinale    | Finale        | Finale        | Rang          |
| Athleten       | Wettbewerb                   | Gegner             | Ergebnis | Gegner        | Ergebnis      | Gegner            | Ergebnis      | Gegner        | Ergebnis      | Gegner        | Ergebnis      | Rang          |
| -------------- | ---------------------------- | ------------------ | -------- | ------------- | ------------- | ----------------- | ------------- | ------------- | ------------- | ------------- | ------------- | ------------- |
| Männer         |                              |                    |          |               |               |                   |               |               |               |               |               |               |
| Samuel Carmona | Halbfliegengewicht bis 49 kg | Artur Howhannisjan | 3:0      | Paddy Barnes  | 2:1           | Yuberjen Martínez | 1:2           | ausgeschieden | ausgeschieden | ausgeschieden | ausgeschieden | ausgeschieden |
| Youba Sissokho | Weltergewicht bis 69 kg      | Shaxram Gʻiyosov   | 0:3      | ausgeschieden | ausgeschieden | ausgeschieden     | ausgeschieden | ausgeschieden | ausgeschieden | ausgeschieden | ausgeschieden | ausgeschieden |

### Gewichtheben
| Athleten       | Wettbewerb       | Reißen  | Reißen | Stoßen  | Stoßen | Zweikampf | Zweikampf | Rang   |
| Athleten       | Wettbewerb       | Gewicht | Rang   | Gewicht | Rang   | Gewicht   | Rang      | Rang   |
| -------------- | ---------------- | ------- | ------ | ------- | ------ | --------- | --------- | ------ |
| Frauen         |                  |         |        |         |        |           |           |        |
| Lidia Valentín | Klasse bis 75 kg | 116 kg  | 2      | 141 kg  | 3      | 257 kg    | 3         | Bronze |
| Männer         |                  |         |        |         |        |           |           |        |
| Josué Brachi   | Klasse bis 56 kg | DNF     | DNF    | -       | -      | -         | -         | -      |
| David Sánchez  | Klasse bis 69 kg | 142 kg  | 12     | 175 kg  | 15     | 317 kg    | 10        | 10     |
| Andrés Mata    | Klasse bis 77 kg | 153 kg  | 8      | 190 kg  | 7      | 343 kg    | 7         | 7      |

### Golf
| Athleten             | Runde 1 | Runde 2 | Runde 3 | Runde 4 | Gesamt | Par | Rang |
| -------------------- | ------- | ------- | ------- | ------- | ------ | --- | ---- |
| Frauen               |         |         |         |         |        |     |      |
| Carlota Ciganda      | 67      | 72      | 78      | 73      | 290    | +6  | 39   |
| Azahara Muñoz        | 68      | 69      | 73      | 72      | 282    | −2  | 21   |
| Männer               |         |         |         |         |        |     |      |
| Rafael Cabrera-Bello | 67      | 70      | 71      | 68      | 276    | −8  | 5    |
| Sergio García        | 69      | 72      | 70      | 66      | 277    | −7  | 6    |

### Handball
| Wettbewerb    | Frauen |
| ------------- | --- |
| Athleten      | Alexandrina Cabral Barbosa Carmen Martín Darly de Paula (TW) Elisabeth Chávez Elisabeth Pinedo Lara González Ortega Macarena Aguilar Marta López Marta Mangué Naiara Egozkue Nely Carla Alberto Nerea Pena Patricia Elorza Silvia Navarro (TW) Ainhoa Hernández |
| Trainer       | Jorge Dueñas |
| Gruppenphase  | Montenegro 25:19 (14:10) Norwegen 24:27 (10:11) Brasilien 29:24 (15:12) Rumänien 21:24 (11:13) Angola 26:22 (13:12) |
| Viertelfinale | Frankreich 26:27 (12:5, 23:23) |
| Halbfinale    | ausgeschieden |
| Finale        | ausgeschieden |
| Platzierung   | 6. Platz |

### Hockey
| Wettbewerb    | Frauen | Männer |
| ------------- | --- | --- |
| Athleten      | Berta Bonastre Gloria Comerma Begoña García Xantal Giné Cristina Guinea Rocio Gutierrez Lucía Jiménez María López (TW) María López Alicia Magaz Georgina Oliva Beatriz Pérez Carlota Petchamé Lola Riera Carola Salvaterra Rocio Ybarra | David Alegre Álex Casasayas Quico Cortés (TW) Miquel Delás Sergi Enrique Álvaro Iglesias Xavi Lleonart Andrés Mir Roc Oliva Bosco Pérez-Pla Salva Piera Pau Quemada Josep Romeu Vicenç Ruiz Marc Sallés Manel Terraza |
| Trainer       | Adrian Lock | Fred Soyez |
| Gruppenphase  | Niederlande 0:5 (0:4) China 0:2 (0:2) Neuseeland 1:2 (0:1) Deutschland 2:1 (2:1) Südkorea 3:2 (0:1) | Brasilien 7:0 (1:0) Australien 1:0 (1:0) Neuseeland 3:2 (2:2) Belgien 1:3 (0:3) Großbritannien 1:1 (1:1) |
| Viertelfinale | Großbritannien 1:3 (0:3) | Argentinien 1:2 (0:1) |
| Halbfinale    | ausgeschieden | ausgeschieden |
| Finale        | ausgeschieden | ausgeschieden |
| Platzierung   | 8. Platz | 5. Platz |

### Judo
| Athleten           | Wettbewerb | 1. Runde        | 1. Runde    | 2. Runde               | 2. Runde      | Viertelfinale | Viertelfinale | Halbfinale / Trostrunde | Halbfinale / Trostrunde | Finale / Platz 3 | Finale / Platz 3 | Rang |
| Athleten           | Wettbewerb | Gegner          | Ergebnis    | Gegner                 | Ergebnis      | Gegner        | Ergebnis      | Gegner                  | Ergebnis                | Gegner           | Ergebnis         | Rang |
| ------------------ | ---------- | --------------- | ----------- | ---------------------- | ------------- | ------------- | ------------- | ----------------------- | ----------------------- | ---------------- | ---------------- | ---- |
| Frauen             |            |                 |             |                        |               |               |               |                         |                         |                  |                  |      |
| Julia Figueroa     | bis 48 kg  | Freilos         | Freilos     | Dayaris Mestre Álvarez | 000s3:000s1   | ausgeschieden | ausgeschieden | ausgeschieden           | ausgeschieden           | ausgeschieden    | ausgeschieden    | 9    |
| Laura Gómez        | bis 52 kg  | G. Babamyratowa | 101s1:000s0 | A. Chițu               | 000s0:101s0   | ausgeschieden | ausgeschieden | ausgeschieden           | ausgeschieden           | ausgeschieden    | ausgeschieden    | 9    |
| María Bernabéu     | bis 70 kg  | Freilos         | Freilos     | K. Klys                | 000s0:000s1   | Y. Alvear     | 000s0:100s0   | L. Bolder               | 000s0:000s1             | L. Vargas Koch   | 000s0:010s0 (GS) | 5    |
| Männer             |            |                 |             |                        |               |               |               |                         |                         |                  |                  |      |
| Francisco Garrigós | bis 60 kg  | T. Englmaier    | 000s1:001s2 | ausgeschieden          | ausgeschieden | ausgeschieden | ausgeschieden | ausgeschieden           | ausgeschieden           | ausgeschieden    | ausgeschieden    | 17   |
| Sugoi Uriarte      | bis 66 kg  | N. Şıxəlizadə   | 000s2:001s2 | ausgeschieden          | ausgeschieden | ausgeschieden | ausgeschieden | ausgeschieden           | ausgeschieden           | ausgeschieden    | ausgeschieden    | 17   |

### Kanu

#### Kanurennsport
| Athleten                                                | Wettbewerb | Vorlauf      | Vorlauf | Halbfinale   | Halbfinale | Finale       | Finale | Rang   |
| Athleten                                                | Wettbewerb | Zeit         | Rang    | Zeit         | Rang       | Zeit         | Rang   | Rang   |
| ------------------------------------------------------- | ---------- | ------------ | ------- | ------------ | ---------- | ------------ | ------ | ------ |
| Frauen                                                  |            |              |         |              |            |              |        |        |
| Teresa Portela                                          | K-1 200 m  | 40,844 s     | 3       | 40,241 s     | 2          | 41,053 s     | 6      | 6      |
| Männer                                                  |            |              |         |              |            |              |        |        |
| Saúl Craviotto                                          | K-1 200 m  | 34,694 s     | 2       | 34,545 s     | 3          | 35,662 s     | 3      | Bronze |
| Saúl Craviotto Cristian Toro                            | K-2 200 m  | 31,161 s     | 1       | –            | –          | 32,075 s     | 1      | Gold   |
| Marcus Walz                                             | K-1 1000 m | 3:33,786 min | 3       | 3:33,781 min | 3          | 3:31,447 min | 1      | Gold   |
| Óscar Carrera Rodrigo Germade Javier Hernanz Iñigo Peña | K-4 1000 m | 2:55,514 min | 3       | 3:00,237 min | 2          | 3:06,768 min | 5      | 5      |
| Alfonso Benavides                                       | C-1 200 m  | 40,610 s     | 1       | 40,038 s     | 2          | 39,649 s     | 4      | 4      |

#### Kanuslalom
| Athleten          | Wettbewerb | Vorlauf  | Vorlauf | Halbfinale | Halbfinale | Finale   | Finale | Rang |
| Athleten          | Wettbewerb | Zeit     | Rang    | Zeit       | Rang       | Zeit     | Rang   | Rang |
| ----------------- | ---------- | -------- | ------- | ---------- | ---------- | -------- | ------ | ---- |
| Frauen            |            |          |         |            |            |          |        |      |
| Maialen Chourraut | K-1        | 106,47 s | 11      | 101,83 s   | 3          | 98,65 s  | 1      | Gold |
| Männer            |            |          |         |            |            |          |        |      |
| Ander Elosegi     | C-1        | 97,33 s  | 8       | 97,93 s    | 2          | 101,27 s | 8      | 8    |

### Leichtathletik
Laufen und Gehen 
| Athleten            | Wettbewerb       | Runde 1      | Runde 1 | Halbfinale    | Halbfinale    | Finale          | Finale          | Rang   |
| Athleten            | Wettbewerb       | Zeit         | Rang    | Zeit          | Rang          | Zeit            | Rang            | Rang   |
| ------------------- | ---------------- | ------------ | ------- | ------------- | ------------- | --------------- | --------------- | ------ |
| Frauen              |                  |              |         |               |               |                 |                 |        |
| Estela García       | 200 m            | 23,43 s      | 52      | ausgeschieden | ausgeschieden | ausgeschieden   | ausgeschieden   | 52     |
| Aauri Bokesa        | 400 m            | 53,51 s      | 47      | ausgeschieden | ausgeschieden | ausgeschieden   | ausgeschieden   | 47     |
| Esther Guerrero     | 800 m            | 2:01,85 min  | 40      | ausgeschieden | ausgeschieden | ausgeschieden   | ausgeschieden   | 40     |
| Trihas Gebre        | 10.000 m         | –            | –       | –             | –             | 32:09,67 min    | 29              | 29     |
| Alessandra Aguilar  | Marathon         | –            | –       | –             | –             | nicht beendet   | nicht beendet   | –      |
| Azucena Díaz        | Marathon         | –            | –       | –             | –             | 2:35:02 h       | 34              | 34     |
| Estela Navascués    | Marathon         | –            | –       | –             | –             | nicht beendet   | nicht beendet   | –      |
| Raquel González     | 20 km Gehen      | –            | –       | –             | –             | 1:33:03 h       | 20              | 20     |
| Beatriz Pascual     | 20 km Gehen      | –            | –       | –             | –             | 1:30:24 h       | 8               | 8      |
| Julia Takacs        | 20 km Gehen      | –            | –       | –             | –             | 1:35:45 h       | 33              | 33     |
| Caridad Jerez       | 100 m Hürden     | 13,26 s      | 37      | ausgeschieden | ausgeschieden | ausgeschieden   | ausgeschieden   | 37     |
| Diana Martín        | 3000 m Hindernis | 9:44,07 min  | 31      | –             | –             | ausgeschieden   | ausgeschieden   | 31     |
| Männer              |                  |              |         |               |               |                 |                 |        |
| Bruno Hortelano     | 200 m            | 20,12 s      | 2       | 20,16 s       | 10            | ausgeschieden   | ausgeschieden   | 10     |
| Daniel Andújar      | 800 m            | 1:48,50 min  | 36      | ausgeschieden | ausgeschieden | ausgeschieden   | ausgeschieden   | 36     |
| Álvaro de Arriba    | 800 m            | 1:46,86 min  | 20      | ausgeschieden | ausgeschieden | ausgeschieden   | ausgeschieden   | 20     |
| Kevin López         | 800 m            | 1:53,41 min  | 53      | ausgeschieden | ausgeschieden | ausgeschieden   | ausgeschieden   | 53     |
| David Bustos        | 1500 m           | 3:39,73 min  | 17      | 3:56,54 min   | 24            | 3:51,06 min     | 7               | 7      |
| Adel Mechaal        | 1500 m           | 3:48,41 min  | 33      | ausgeschieden | ausgeschieden | ausgeschieden   | ausgeschieden   | 33     |
| Antonio Abadía      | 5000 m           | 14:33,20 min | 44      | –             | –             | ausgeschieden   | ausgeschieden   | 44     |
| Ilias Fifa          | 5000 m           | 13:30,23 min | 23      | –             | –             | ausgeschieden   | ausgeschieden   | 23     |
| Adel Mechaal        | 5000 m           | 13:34,42 min | 30      | –             | –             | ausgeschieden   | ausgeschieden   | 30     |
| Carles Castillejo   | Marathon         | –            | –       | –             | –             | 2:18:34 h       | 49              | 49     |
| Jesús España        | Marathon         | –            | –       | –             | –             | 2:20:08 h       | 65              | 65     |
| Javier Guerra       | Marathon         | –            | –       | –             | –             | nicht gestartet | nicht gestartet | –      |
| Francisco Arcilla   | 20 km Gehen      | –            | –       | –             | –             | 1:27:50 h       | 55              | 55     |
| Miguel Ángel López  | 20 km Gehen      | –            | –       | –             | –             | 1:20:58 h       | 11              | 11     |
| Álvaro Martín       | 20 km Gehen      | –            | –       | –             | –             | 1:22:11 h       | 22              | 22     |
| José Ignacio Díaz   | 50 km Gehen      | –            | –       | –             | –             | nicht beendet   | nicht beendet   | –      |
| Jesús Ángel García  | 50 km Gehen      | –            | –       | –             | –             | 3:54:29 h       | 20              | 20     |
| Miguel Ángel López  | 50 km Gehen      | –            | –       | –             | –             | nicht beendet   | nicht beendet   | –      |
| Yidiel Contreras    | 110 m Hürden     | 13,62 s      | 18      | 13,54 s       | 16            | ausgeschieden   | ausgeschieden   | 16     |
| Orlando Ortega      | 110 m Hürden     | 13,32 s      | 4       | 13,32 s       | 5             | 13,17 s         | 2               | Silber |
| Sergio Fernández    | 400 m Hürden     | 49,31 s      | 19      | 48,87 s       | 11            | ausgeschieden   | ausgeschieden   | 11     |
| Fernando Carro      | 3000 m Hindernis | 8:34,45 min  | 40      | –             | –             | ausgeschieden   | ausgeschieden   | 40     |
| Sebastián Martos    | 3000 m Hindernis | 8:28,44 min  | 17      | –             | –             | ausgeschieden   | ausgeschieden   | 17     |
| Abdelaziz Merzougui | 3000 m Hindernis | 9:03,40 min  | 42      | –             | –             | ausgeschieden   | ausgeschieden   | 42     |

 Springen und Werfen 
| Athleten             | Wettbewerb  | Qualifikation | Qualifikation | Finale        | Finale        | Rang |
| Athleten             | Wettbewerb  | Weite/Höhe    | Rang          | Weite/Höhe    | Rang          | Rang |
| -------------------- | ----------- | ------------- | ------------- | ------------- | ------------- | ---- |
| Frauen               |             |               |               |               |               |      |
| Ruth Beitia          | Hochsprung  | 1,94 m        | 1             | 1,97 m        | 1             | Gold |
| Juliet Itoya         | Weitsprung  | 6,35 m        | 22            | ausgeschieden | ausgeschieden | 22   |
| María del Mar Jover  | Weitsprung  | 5,90 m        | 36            | ausgeschieden | ausgeschieden | 36   |
| Concepción Montaner  | Weitsprung  | 6,32 m        | 24            | ausgeschieden | ausgeschieden | 24   |
| Patricia Sarrapio    | Dreisprung  | 13,35 m       | 32            | ausgeschieden | ausgeschieden | 32   |
| Sabina Asenjo        | Diskuswurf  | 56,94 m       | 23            | ausgeschieden | ausgeschieden | 23   |
| Männer               |             |               |               |               |               |      |
| Jean Marie Okutu     | Weitsprung  | 7,75 m        | 20            | ausgeschieden | ausgeschieden | 20   |
| Pablo Torrijos       | Dreisprung  | 16,11 m       | 31            | ausgeschieden | ausgeschieden | 31   |
| Carlos Tobalina      | Kugelstoßen | 19,98 m       | 17            | ausgeschieden | ausgeschieden | 17   |
| Borja Vivas          | Kugelstoßen | 20,25 m       | 14            | ausgeschieden | ausgeschieden | 14   |
| Frank Casañas        | Diskuswurf  | 59,96 m       | 25            | ausgeschieden | ausgeschieden | 25   |
| Lois Maikel Martínez | Diskuswurf  | 59,42 m       | 27            | ausgeschieden | ausgeschieden | 27   |
| Javier Cienfuegos    | Hammerwurf  | 69,73 m       | 27            | ausgeschieden | ausgeschieden | 27   |

 Mehrkampf 
| Athleten         | 100 m    | 100 m | Weitsprung | Weitsprung | Kugelstoßen | Kugelstoßen | Hochsprung | Hochsprung | 400 m    | 400 m | 110 m Hürden | 110 m Hürden | Diskuswurf | Diskuswurf | Stabhochsprung | Stabhochsprung | Speerwurf | Speerwurf | 1500 m      | 1500 m | Punkte | Rang |
| Athleten         | Zeit (s) | Pkte. | Weite (m)  | Pkte.      | Weite (m)   | Pkte.       | Höhe (m)   | Pkte.      | Zeit (s) | Pkte. | Zeit (s)     | Pkte.        | Weite (m)  | Pkte.      | Höhe (m)       | Pkte.          | Weite (m) | Pkte.     | Zeit (min)  | Pkte.  | Punkte | Rang |
| ---------------- | -------- | ----- | ---------- | ---------- | ----------- | ----------- | ---------- | ---------- | -------- | ----- | ------------ | ------------ | ---------- | ---------- | -------------- | -------------- | --------- | --------- | ----------- | ------ | ------ | ---- |
| Zehnkampf Männer |          |       |            |            |             |             |            |            |          |       |              |              |            |            |                |                |           |           |             |        |        |      |
| Pau Tonnesen     | 11,32 s  | 791   | 7,33 m     | 893        | 13,69 m     | 709         | 2,01 m     | 813        | 50,81 s  | 778   | 14,99 s      | 851          | 46,31 m    | 794        | 5,20 m         | 972            | 60,15 m   | 740       | 4:46,27 min | 641    | 7982   | 17   |

### Radsport

#### Bahn
| Athleten                 | Wettbewerb | Qualifikation | Qualifikation | Finals             | Finals             | Rang |
| Athleten                 | Wettbewerb | Zeit          | Rang          | Zeit               | Rang               | Rang |
| ------------------------ | ---------- | ------------- | ------------- | ------------------ | ------------------ | ---- |
| Frauen                   |            |               |               |                    |                    |      |
| Tania Calvo              | Sprint     | 11,162 s      | 19            | ausgeschieden      | ausgeschieden      | 19   |
| Helena Casas             | Sprint     | 11,707 s      | 26            | ausgeschieden      | ausgeschieden      | 26   |
| Tania Calvo              | Keirin     |               |               | nicht qualifiziert | nicht qualifiziert | 21   |
| Helena Casas             | Keirin     |               |               | nicht qualifiziert | nicht qualifiziert | 17   |
| Tania Calvo Helena Casas | Teamsprint | 33,891 s      | 8             | nicht qualifiziert | nicht qualifiziert | 7    |
| Männer                   |            |               |               |                    |                    |      |
| Juan Peralta             | Sprint     | 10,055 s      | 19            | ausgeschieden      | ausgeschieden      | 19   |

#### Straße
| Athleten             | Wettbewerb       | Zeit         | Rang |
| -------------------- | ---------------- | ------------ | ---- |
| Frauen               |                  |              |      |
| Ane Santesteban      | Straßenrennen    | 4:02:59 h    | 47   |
| Männer               |                  |              |      |
| Jonathan Castroviejo | Straßenrennen    | DNF          | DNF  |
| Imanol Erviti        | Straßenrennen    | DNF          | DNF  |
| Jon Izagirre         | Straßenrennen    | DNF          | DNF  |
| Joaquim Rodríguez    | Straßenrennen    | 6:10:27 h    | 5    |
| Alejandro Valverde   | Straßenrennen    | 6:19:43 h    | 30   |
| Jonathan Castroviejo | Einzelzeitfahren | 1:13:21,50 h | 4    |
| Imanol Erviti        | Einzelzeitfahren | 1:14:21,59 h | 8    |

#### Mountainbike
| Athleten             | Wettbewerb    | Zeit      | Rang   |
| -------------------- | ------------- | --------- | ------ |
| Männer               |               |           |        |
| Carlos Coloma        | Cross-Country | 1:34:51 h | Bronze |
| José Antonio Hermida | Cross-Country | 1:38:21 h | 15     |
| David Valero         | Cross-Country | 1:37:00 h | 9      |

### Reiten
| Dressur |            |         |      |
| Athleten | Wettbewerb | Prozent | Rang |
| Beatriz Ferrer-Salat mit Delgado | Einzel     | 80,161  | 10   |
| Severo Jurado López mit Lorenzo | Einzel     | 83,553  | 5    |
| José Daniel Martin Dockx mit Grandioso | Einzel     | 70,829  | 34   |
| Claudio Castilla Ruiz mit Alcaide | Einzel     | 69,814  | 38   |
| Beatriz Ferrer-Salat mit Delgado Severo Jurado Lopez mit Lorenzo José Daniel Martin Dockx mit Grandioso Claudio Castilla Ruiz mit Alcaide | Mannschaft | 74,029  | 7    |

| Springen |            |                  |               |               |              |              |      |
| Athleten | Wettbewerb | Strafpunkte      | Strafpunkte   | Strafpunkte   | Strafpunkte  | Strafpunkte  | Rang |
| Athleten | Wettbewerb | 1. Qualifikation | Nationenpreis | Nationenpreis | Einzelfinale | Einzelfinale | Rang |
| Athleten | Wettbewerb | 1. Qualifikation | 1. Umlauf     | 2. Umlauf     | 1. Umlauf    | 2. Umlauf    | Rang |
| Eduardo Álvarez Aznar mit Rokfeller de Pleville | Einzel     | (4)              | E             | –             | –            | –            | –    |
| Sergio Álvarez Moya mit Carlo | Einzel     | (0)              | (0)           | (6)           | (0)          | (9)          | 20   |
| Pilar Lucrecia Cordon mit Gribouille du Lys | Einzel     | (4)              | (8)           | –             | –            | –            | 46   |
| Manuel Fernandez Saro mit U Watch | Einzel     | (4)              | (4)           | (9)           | –            | –            | 38   |
| Eduardo Álvarez Aznar mit Rokfeller de Pleville Sergio Álvarez Moya mit Carlo Pilar Lucrecia Cordon mit Gribouille du Lys Manuel Fernandez Saro mit U Watch | Mannschaft | (8)              | (12)          | –             | –            | –            | 11   |

| Vielseitigkeit                 |            |                     |                     |               |                    |               |               |
| Athleten                       | Wettbewerb | Minuspunkte Dressur | Minuspunkte Gelände | Springen      | Minuspunkte Gesamt | Rang          |               |
| Albert Hermoso Farras mit Hito | Einzel     | 64,30               | eliminiert          | ausgeschieden | ausgeschieden      | ausgeschieden | ausgeschieden |

### Ringen
| Athleten        | Wettbewerb       | 1. Runde    | 1. Runde | Achtelfinale  | Achtelfinale  | Viertelfinale | Viertelfinale | Halbfinale    | Halbfinale    | Hoffnungsrunde Viertelfinale | Hoffnungsrunde Viertelfinale | Hoffnungsrunde Halbfinale | Hoffnungsrunde Halbfinale | Hoffnungsrunde Finale | Hoffnungsrunde Finale | Finale        | Finale        | Rang |
| Athleten        | Wettbewerb       | Gegner      | Ergebnis | Gegner        | Ergebnis      | Gegner        | Ergebnis      | Gegner        | Ergebnis      | Gegner                       | Ergebnis                     | Gegner                    | Ergebnis                  | Gegner                | Ergebnis              | Gegner        | Ergebnis      | Rang |
| --------------- | ---------------- | ----------- | -------- | ------------- | ------------- | ------------- | ------------- | ------------- | ------------- | ---------------------------- | ---------------------------- | ------------------------- | ------------------------- | --------------------- | --------------------- | ------------- | ------------- | ---- |
| Freistil Männer |                  |             |          |               |               |               |               |               |               |                              |                              |                           |                           |                       |                       |               |               |      |
| Taimuraz Friev  | Klasse bis 74 kg | Liván López | 1:3      | ausgeschieden | ausgeschieden | ausgeschieden | ausgeschieden | ausgeschieden | ausgeschieden | ausgeschieden                | ausgeschieden                | ausgeschieden             | ausgeschieden             | ausgeschieden         | ausgeschieden         | ausgeschieden | ausgeschieden | 13   |

### Rudern
| Athleten                     | Wettbewerb             | Vorlauf     | Vorlauf | Vorlauf       | Hoffnungslauf | Hoffnungslauf | Hoffnungslauf | Halbfinale  | Halbfinale | Halbfinale    | Finale      | Finale | Rang |
| Athleten                     | Wettbewerb             | Zeit        | Platz   | Qualifikation | Zeit          | Platz         | Qualifikation | Zeit        | Platz      | Qualifikation | Zeit        | Platz  | Rang |
| ---------------------------- | ---------------------- | ----------- | ------- | ------------- | ------------- | ------------- | ------------- | ----------- | ---------- | ------------- | ----------- | ------ | ---- |
| Frauen                       |                        |             |         |               |               |               |               |             |            |               |             |        |      |
| Anna Boada Aina Cid          | Zweier ohne Steuerfrau | 7:12,00 min | 2       | Halbfinale    | –             | –             | –             | 7:30,79 min | 3          | Finale        | 7:35,22 min | 6      | 6    |
| Männer                       |                        |             |         |               |               |               |               |             |            |               |             |        |      |
| Àlex Sigurbjörnsson Pau Vela | Zweier ohne Steuermann | 6:54,26 min | 5       | Hoffnungslauf | 6:40,47 min   | 4             | –             | –           | –          | –             | –           | –      | 13   |

### Rugby
| Wettbewerb         | Frauen | Männer |
| ------------------ | --- | --- |
| Athleten           | Patricia García Berta García Bárbara Pla Paula Medín María Casado Ángela del Pan Vanesa Rial Marina Bravo Iera Echevarría Elisabet Martínez Amaia Erbina María Ribera | Ignacio Martín Matías Tudela Iñaki Villanueva Pablo Feijoo Ángel López Francisco Hernández Marcos Poggi César Sempere Igor Genua Joan Losada Pol Pla Javier Carrión |
| Trainer            | José Antonio Barrio | José Ignacio Incháusti |
| Gruppenphase       | Frankreich (7:24) Neuseeland (5:31) Kenia (19:10) | Südafrika (0:24) Australien (12:26) Frankreich (5:26) |
| Viertelfinale      | Australien (0:24) | – |
| Halbfinale         | – | – |
| Finale             | – | – |
| Platzierungsspiele | Frankreich (12:24) Fidschi (21:0) | Kenia (14:12) USA (12:24) |
| Platzierung        | 7. Platz | 10. Platz |

### Schießen
| Athleten          | Wettbewerb                   | Qualifikation   | Qualifikation | Halbfinale      | Halbfinale    | Finale          | Finale        | Ringe/ Scheiben | Rang |
| Athleten          | Wettbewerb                   | Ringe/ Scheiben | Rang          | Ringe/ Scheiben | Rang          | Ringe/ Scheiben | Rang          | Ringe/ Scheiben | Rang |
| ----------------- | ---------------------------- | --------------- | ------------- | --------------- | ------------- | --------------- | ------------- | --------------- | ---- |
| Frauen            |                              |                 |               |                 |               |                 |               |                 |      |
| Sonia Franquet    | Luftpistole 10 Meter         | 384             | 8             | –               | –             | 116,5           | 6             | 500,5           | 6    |
| Sonia Franquet    | Sportpistole 25 Meter        | 564             | 35            | ausgeschieden   | ausgeschieden | ausgeschieden   | ausgeschieden | 564             | 35   |
| Fátima Gálvez     | Trap                         | 69              | 3             | 12              | 4             | 13 (+0)         | 4             | 94              | 4    |
| Männer            |                              |                 |               |                 |               |                 |               |                 |      |
| Pablo Carrera     | Luftpistole 10 Meter         | 579             | 10            | –               | –             | ausgeschieden   | ausgeschieden | 579             | 10   |
| Jorge Llames      | Schnellfeuerpistole 25 Meter | 577             | 14            | –               | –             | ausgeschieden   | ausgeschieden | 577             | 14   |
| Pablo Carrera     | Sportpistole 50 Meter        | 555             | 9             | –               | –             | ausgeschieden   | ausgeschieden | 555             | 9    |
| Jorge Díaz        | Luftgewehr 10 Meter          | 620,9           | 27            | –               | –             | ausgeschieden   | ausgeschieden | 620,9           | 27   |
| Alberto Fernández | Trap                         | 115             | 17            | ausgeschieden   | ausgeschieden | ausgeschieden   | ausgeschieden | 115             | 17   |

### Schwimmen
| Athleten                                                                 | Wettbewerb                 | Vorlauf      | Vorlauf | Halbfinale    | Halbfinale    | Finale        | Finale        | Rang   |
| Athleten                                                                 | Wettbewerb                 | Zeit         | Rang    | Zeit          | Rang          | Zeit          | Rang          | Rang   |
| ------------------------------------------------------------------------ | -------------------------- | ------------ | ------- | ------------- | ------------- | ------------- | ------------- | ------ |
| Frauen                                                                   |                            |              |         |               |               |               |               |        |
| Patricia Castro                                                          | 200 m Freistil             | 2:00,71 min  | 35      | ausgeschieden | ausgeschieden | ausgeschieden | ausgeschieden | 35     |
| Melanie Costa                                                            | 200 m Freistil             | 1:58,19 min  | 19      | ausgeschieden | ausgeschieden | ausgeschieden | ausgeschieden | 19     |
| Mireia Belmonte                                                          | 400 m Freistil             | 4:08,12 min  | 15      | –             | –             | ausgeschieden | ausgeschieden | 15     |
| Melanie Costa                                                            | 400 m Freistil             | 4:08,96 min  | 17      | –             | –             | ausgeschieden | ausgeschieden | 17     |
| Mireia Belmonte                                                          | 800 m Freistil             | 8:25,55 min  | 8       | –             | –             | 8:18,55 min   | 4             | 4      |
| María Vilas                                                              | 800 m Freistil             | 8:36,43 min  | 19      | –             | –             | ausgeschieden | ausgeschieden | 19     |
| Judit Ignacio                                                            | 100 m Schmetterling        | 59,61 s      | 30      | ausgeschieden | ausgeschieden | ausgeschieden | ausgeschieden | 30     |
| Mireia Belmonte                                                          | 200 m Schmetterling        | 2:06,64 min  | 1       | 2:06,06 min   | 2             | 2:04,85 min   | 1             | Gold   |
| Judit Ignacio                                                            | 200 m Schmetterling        | 2:09,82 min  | 20      | ausgeschieden | ausgeschieden | ausgeschieden | ausgeschieden | 20     |
| Jessica Vall                                                             | 100 m Brust                | 1:07,07 min  | 14      | 1:07,55 min   | 16            | ausgeschieden | ausgeschieden | 16     |
| Jessica Vall                                                             | 200 m Brust                | 2:24,55 min  | 11      | 2:24,22 min   | 10            | ausgeschieden | ausgeschieden | 10     |
| Duane da Rocha                                                           | 100 m Rücken               | 1:00,87 min  | 15      | 1:00,85 min   | 15            | ausgeschieden | ausgeschieden | 15     |
| Duane da Rocha                                                           | 200 m Rücken               | 2:11,17 min  | 19      | ausgeschieden | ausgeschieden | ausgeschieden | ausgeschieden | 19     |
| África Zamorano                                                          | 200 m Rücken               | 2:13,74 min  | 25      | ausgeschieden | ausgeschieden | ausgeschieden | ausgeschieden | 25     |
| Mireia Belmonte                                                          | 200 m Lagen                | 2:12,58 min  | 15      | 2:13,33 min   | 16            | ausgeschieden | ausgeschieden | 16     |
| África Zamorano                                                          | 200 m Lagen                | 2:14,87 min  | 24      | ausgeschieden | ausgeschieden | ausgeschieden | ausgeschieden | 24     |
| Mireia Belmonte                                                          | 400 m Lagen                | 4:32,75 min  | 2       | –             | –             | 4:32,39 min   | 3             | Bronze |
| María Vilas                                                              | 400 m Lagen                | 4:42,52 min  | 19      | –             | –             | ausgeschieden | ausgeschieden | 19     |
| Erika Villaécija                                                         | 10 km Freiwasser           | –            | –       | –             | –             | 1:59:04,8 h   | 17            | 17     |
| Patricia Castro Melanie Costa Fátima Gallardo Marta González             | 4 × 100-m-Freistil-Staffel | 3:40,46 min  | 13      | –             | –             | ausgeschieden | ausgeschieden | 13     |
| Mireia Belmonte Patricia Castro Melanie Costa Fátima Gallardo            | 4 × 200-m-Freistil-Staffel | 8:03,74 min  | 16      | –             | –             | ausgeschieden | ausgeschieden | 16     |
| Männer                                                                   |                            |              |         |               |               |               |               |        |
| Miguel Durán                                                             | 400 m Freistil             | 3:53,40 min  | 37      | –             | –             | ausgeschieden | ausgeschieden | 37     |
| Antonio Arroyo                                                           | 1500 m Freistil            | 15:12,61 min | 26      | –             | –             | ausgeschieden | ausgeschieden | 26     |
| Marc Sánchez                                                             | 1500 m Freistil            | 15:11,38 min | 24      | –             | –             | ausgeschieden | ausgeschieden | 24     |
| Carlos Peralta                                                           | 200 m Schmetterling        | 1:56,98 min  | 21      | ausgeschieden | ausgeschieden | ausgeschieden | ausgeschieden | 21     |
| Hugo González                                                            | 100 m Rücken               | 54,18 s      | 20      | ausgeschieden | ausgeschieden | ausgeschieden | ausgeschieden | 20     |
| Hugo González                                                            | 200 m Rücken               | 1:57,50 min  | 14      | 1:59,08 min   | 16            | ausgeschieden | ausgeschieden | 16     |
| Eduardo Solaeche                                                         | 200 m Lagen                | 1:59,67 min  | 12      | 2:00,47 min   | 15            | ausgeschieden | ausgeschieden | 15     |
| Joan Lluís Pons                                                          | 400 m Lagen                | 4:13,55 min  | 8       | –             | –             | 4:16,58 min   | 8             | 8      |
| Márkel Alberdi Aitor Martínez Bruno Ortíz-Cañavate Miguel Ortíz-Cañavate | 4 × 100-m-Freistil-Staffel | 3:16,71 min  | 14      | –             | –             | ausgeschieden | ausgeschieden | 14     |
| Miguel Durán Victor Martín Albert Puig Marc Sánchez                      | 4 × 200-m-Freistil-Staffel | 7:12,62 min  | 12      | –             | –             | ausgeschieden | ausgeschieden | 12     |

### Segeln
Fleet Race
| Athleten                        | Wettbewerb      | Qualifikation | Qualifikation | Medal Race    | Medal Race    | Punkte | Rang |
| Athleten                        | Wettbewerb      | Punkte        | Rang          | Punkte        | Rang          | Punkte | Rang |
| ------------------------------- | --------------- | ------------- | ------------- | ------------- | ------------- | ------ | ---- |
| Frauen                          |                 |               |               |               |               |        |      |
| Marina Alabau                   | Windsurfen RS:X | 61            | 6             | 10            | 5             | 71     | 5    |
| licia Cebrián                   | Laser Radial    | 130           | 17            | ausgeschieden | ausgeschieden | 130    | 17   |
| Bárbara Cornudella Sara López   | 470er           | 103           | 12            | ausgeschieden | ausgeschieden | 103    | 12   |
| Berta Betanzos Támara Echegoyen | 49er FX         | 46            | 1             | 14            | 7             | 60     | 4    |
| Männer                          |                 |               |               |               |               |        |      |
| Iván Pastor                     | Windsurfen RS:X | 123           | 10            | 4             | 2             | 127    | 9    |
| Joaquín Blanco                  | Laser           | 286           | 36            | ausgeschieden | ausgeschieden | 286    | 36   |
| Joan Herp Jordi Xammar          | 470er           | 97            | 12            | ausgeschieden | ausgeschieden | 97     | 12   |
| Diego Botín Iago López          | 49er            | 108           | 9             | 12            | 6             | 120    | 9    |
| Mixed                           |                 |               |               |               |               |        |      |
| Tara Pacheco Fernando Echávarri | Nacra 17        | 101           | 11            | ausgeschieden | ausgeschieden | 101    | 11   |

### Synchronschwimmen
| Athletinnen                 | Wettbewerb | Qualifikation     | Qualifikation     | Qualifikation  | Qualifikation  | Qualifikation | Qualifikation | Finale         | Finale         | Finale           | Finale           |
| Athletinnen                 | Wettbewerb | Technische Kür TK | Technische Kür TK | Freie Kür FK-Q | Freie Kür FK-Q | Gesamt        | Gesamt        | Freie Kür FK-F | Freie Kür FK-F | Gesamt TK + FK-F | Gesamt TK + FK-F |
| Athletinnen                 | Wettbewerb | Punkte            | Rang              | Punkte         | Rang           | Punkte        | Rang          | Punkte         | Rang           | Punkte           | Rang             |
| --------------------------- | ---------- | ----------------- | ----------------- | -------------- | -------------- | ------------- | ------------- | -------------- | -------------- | ---------------- | ---------------- |
| Frauen                      |            |                   |                   |                |                |               |               |                |                |                  |                  |
| Ona Carbonell Gemma Mengual | Duett      | 92,5024           | 5                 | 93,7667        | 4              | 186,2691      | 5             | 94,1333        | 5              | 186,6357         | 5                |

### Taekwondo
| Athleten      | Wettbewerb       | Achtelfinale       | Achtelfinale | Viertelfinale             | Viertelfinale | Hoffnungsrunde Halbfinale | Hoffnungsrunde Halbfinale | Halbfinale      | Halbfinale    | Hoffnungsrunde Finale | Hoffnungsrunde Finale | Finale        | Finale        | Rang   |
| Athleten      | Wettbewerb       | Gegner             | Ergebnis     | Gegner                    | Ergebnis      | Gegner                    | Ergebnis                  | Gegner          | Ergebnis      | Gegner                | Ergebnis              | Gegner        | Ergebnis      | Rang   |
| ------------- | ---------------- | ------------------ | ------------ | ------------------------- | ------------- | ------------------------- | ------------------------- | --------------- | ------------- | --------------------- | --------------------- | ------------- | ------------- | ------ |
| Frauen        |                  |                    |              |                           |               |                           |                           |                 |               |                       |                       |               |               |        |
| Eva Calvo     | Klasse bis 57 kg | Phannapa Harnsujin | 6:5          | Kimia Alisadeh            | 8:7           | –                         | –                         | Hedaya Malak    | 1:0           | –                     | –                     | Jade Jones    | 7:16          | Silber |
| Männer        |                  |                    |              |                           |               |                           |                           |                 |               |                       |                       |               |               |        |
| Jesús Tortosa | Klasse bis 58 kg | Zhao Shuai         | 3:7          | ausgeschieden             | ausgeschieden | Omar Hajjami              | 4:1                       | ausgeschieden   | ausgeschieden | Luisito Pié           | 5:6                   | ausgeschieden | ausgeschieden | 5      |
| Joel González | Klasse bis 68 kg | Filip Grgić        | 4:3          | Pürewdschawyn Temüüdschin | 7:4           | –                         | –                         | Ahmad Abughaush | 7:12          | Edgar Contreras       | 4:3                   | ausgeschieden | ausgeschieden | Bronze |

### Tennis
| Athleten                                       | Wettbewerb | 1. Runde                                 | 1. Runde           | 2. Runde        | 2. Runde       | Achtelfinale                          | Achtelfinale  | Viertelfinale                      | Viertelfinale | Halbfinale                   | Halbfinale     | Finale                    | Finale         |               |
| Athleten                                       | Wettbewerb | Gegner                                   | Ergebnis           | Gegner          | Ergebnis       | Gegner                                | Ergebnis      | Gegner                             | Ergebnis      | Gegner                       | Ergebnis       | Gegner                    | Ergebnis       |               |
| ---------------------------------------------- | ---------- | ---------------------------------------- | ------------------ | --------------- | -------------- | ------------------------------------- | ------------- | ---------------------------------- | ------------- | ---------------------------- | -------------- | ------------------------- | -------------- | ------------- |
| Frauen                                         |            |                                          |                    |                 |                |                                       |               |                                    |               |                              |                |                           |                |               |
| Garbiñe Muguruza                               | Einzel     | Andreea Mitu                             | 6:2, 6:2           | Nao Hibino      | 6:1, 6:1       | Mónica Puig                           | 1:6, 1:6      | ausgeschieden                      | ausgeschieden | ausgeschieden                | ausgeschieden  | ausgeschieden             | ausgeschieden  |               |
| Carla Suárez Navarro                           | Einzel     | Ana Ivanović                             | 2:6, 6:1, 6:2      | Ana Konjuh      | 7:65, 6:3      | Madison Keys                          | 3:6, 6:3, 3:6 | ausgeschieden                      | ausgeschieden | ausgeschieden                | ausgeschieden  | ausgeschieden             | ausgeschieden  |               |
| Garbiñe Muguruza Carla Suárez Navarro          | Doppel     | Paula Cristina Gonçalves Teliana Pereira | 7:66, 6:2          | –               | –              | Kirsten Flipkens Yanina Wickmayer     | 7:5, 2:6, 6:2 | Jekaterina Makarowa Jelena Wesnina | 3:6, 4:6      | ausgeschieden                | ausgeschieden  | ausgeschieden             | ausgeschieden  |               |
| Anabel Medina Garrigues Arantxa Parra Santonja | Doppel     | Bethanie Mattek-Sands Coco Vandeweghe    | 1:6, 1:6           | –               | –              | ausgeschieden                         | ausgeschieden | ausgeschieden                      | ausgeschieden | ausgeschieden                | ausgeschieden  | ausgeschieden             | ausgeschieden  |               |
| Männer                                         |            |                                          |                    |                 |                |                                       |               |                                    |               |                              |                |                           |                |               |
| Rafael Nadal                                   | Einzel     | Federico Delbonis                        | 6:2, 6:1           | Andreas Seppi   | 6:3, 6:3       | Gilles Simon                          | 7:65, 6:3     | Thomaz Bellucci                    | 2:6, 6:4, 6:2 | Juan Martín del Potro        | 7:5, 4:6, 6:75 | Kei Nishikori             | 2:6, 7:60, 3:6 |               |
| David Ferrer                                   | Einzel     | Denis Istomin                            | 6:2, 6:1           | Jewgeni Donskoi | 6:3, 6:71, 5:7 | ausgeschieden                         | ausgeschieden | ausgeschieden                      | ausgeschieden | ausgeschieden                | ausgeschieden  | ausgeschieden             | ausgeschieden  |               |
| Roberto Bautista Agut                          | Einzel     | Andrei Kusnezow                          | 6:74, 6:2, Aufgabe | Paolo Lorenzi   | 7:62, 6:2      | Gilles Müller                         | 6:4, 7:64     | Juan Martín del Potro              | 5:7, 6:74     | ausgeschieden                | ausgeschieden  | ausgeschieden             | ausgeschieden  |               |
| Albert Ramos Viñolas                           | Einzel     | Kei Nishikori                            | 2:6, 4:6           | ausgeschieden   | ausgeschieden  | ausgeschieden                         | ausgeschieden | ausgeschieden                      | ausgeschieden | ausgeschieden                | ausgeschieden  | ausgeschieden             | ausgeschieden  | ausgeschieden |
| Rafael Nadal Marc López                        | Doppel     | Robin Haase Jean-Julien Rojer            | 6:4, 6:4           | –               | –              | Máximo González Juan Martín del Potro | 6:3, 5:7, 6:2 | Oliver Marach Alexander Peya       | 6:3, 6:1      | Daniel Nestor Vasek Pospisil | 7:61, 7:64     | Florin Mergea Horia Tecău | 6:2, 3:6, 6:4  |               |
| David Ferrer Roberto Bautista Agut             | Doppel     | Lukáš Rosol Radek Štěpánek               | 6:1, 6:4           | –               | –              | Łukasz Kubot Marcin Matkowski         | 6:3, 7:65     | Steve Johnson Jack Sock            | 4:6, 2:6      | ausgeschieden                | ausgeschieden  | ausgeschieden             | ausgeschieden  |               |
| Mixed                                          |            |                                          |                    |                 |                |                                       |               |                                    |               |                              |                |                           |                |               |
| Carla Suárez Navarro David Ferrer              | Doppel     | –                                        | –                  | –               | –              | Heather Watson Andy Murray            | 3:6, 3:6      | ausgeschieden                      | ausgeschieden | ausgeschieden                | ausgeschieden  | ausgeschieden             | ausgeschieden  |               |
| Garbiñe Muguruza Rafael Nadal                  | Doppel     | –                                        | –                  | –               | –              | Lucie Hradecká Radek Štěpánek         | kampflos      | ausgeschieden                      | ausgeschieden | ausgeschieden                | ausgeschieden  | ausgeschieden             | ausgeschieden  |               |

### Tischtennis
| Athleten     | Wettbewerb | 1. Runde   | 1. Runde | 2. Runde      | 2. Runde      | 3. Runde      | 3. Runde      | 4. Runde      | 4. Runde      | Viertelfinale | Viertelfinale | Halbfinale    | Halbfinale    | Finale        | Finale        | Rang          |
| Athleten     | Wettbewerb | Gegner     | Ergebnis | Gegner        | Ergebnis      | Gegner        | Ergebnis      | Gegner        | Ergebnis      | Gegner        | Ergebnis      | Gegner        | Ergebnis      | Gegner        | Ergebnis      | Rang          |
| ------------ | ---------- | ---------- | -------- | ------------- | ------------- | ------------- | ------------- | ------------- | ------------- | ------------- | ------------- | ------------- | ------------- | ------------- | ------------- | ------------- |
| Frauen       |            |            |          |               |               |               |               |               |               |               |               |               |               |               |               |               |
| Galia Dvorak | Einzel     | Lin Gui    | 2:4      | ausgeschieden | ausgeschieden | ausgeschieden | ausgeschieden | ausgeschieden | ausgeschieden | ausgeschieden | ausgeschieden | ausgeschieden | ausgeschieden | ausgeschieden | ausgeschieden | ausgeschieden |
| Shen Yanfei  | Einzel     | Freilos    | Freilos  | Ni Xialian    | 3:4           | ausgeschieden | ausgeschieden | ausgeschieden | ausgeschieden | ausgeschieden | ausgeschieden | ausgeschieden | ausgeschieden | ausgeschieden | ausgeschieden | ausgeschieden |
| Männer       |            |            |          |               |               |               |               |               |               |               |               |               |               |               |               |               |
| He Zhiwen    | Einzel     | Feng Yijun | 4:2      | Chen Chien-an | 2:4           | ausgeschieden | ausgeschieden | ausgeschieden | ausgeschieden | ausgeschieden | ausgeschieden | ausgeschieden | ausgeschieden | ausgeschieden | ausgeschieden | ausgeschieden |

### Triathlon
| Athleten                  | Wettbewerb | Zeit          | Rang          |
| ------------------------- | ---------- | ------------- | ------------- |
| Frauen                    |            |               |               |
| Ainhoa Murúa              | Einzel     | nicht beendet | nicht beendet |
| Carolina Routier          | Einzel     | überrundet    | überrundet    |
| Miriam Casillas García    | Einzel     | 2:05:32 h     | 43            |
| Männer                    |            |               |               |
| Vicente Hernández Cabrera | Einzel     | 1:48:50 h     | 27            |
| Mario Mola                | Einzel     | 1:46:26 h     | 8             |
| Fernando Alarza           | Einzel     | 1:48:08 h     | 18            |

Der ursprünglich für Rio nominierte amtierende Weltmeister Javier Gómez verletzte sich drei Wochen vor der Eröffnung der Spiele beim Radtraining und wurde daher durch Vicente Hernández ersetzt.

### Turnen

#### Gerätturnen
| Athleten         | Wettbewerb       | Qualifikation | Qualifikation | Finale        | Finale        | Rang |
| Athleten         | Wettbewerb       | Punkte        | Rang          | Punkte        | Rang          | Rang |
| ---------------- | ---------------- | ------------- | ------------- | ------------- | ------------- | ---- |
| Frauen           |                  |               |               |               |               |      |
| Ana Pérez        | Mehrkampf Einzel | 54,299        | 36            | ausgeschieden | ausgeschieden | 36   |
| Frauen           |                  |               |               |               |               |      |
| Néstor Abad      | Mehrkampf Einzel | 84,398        | 31            | ausgeschieden | ausgeschieden | 31   |
| Rayderley Zapata | Sprung           | 15,083        | 11            | ausgeschieden | ausgeschieden | 11   |

#### Rhythmische Sportgymnastik
| Athletinnen                                                                  | Wettbewerb           | Qualifikation | Qualifikation | Finale | Finale | Rang   |
| Athletinnen                                                                  | Wettbewerb           | Punkte        | Rang          | Punkte | Rang   | Rang   |
| ---------------------------------------------------------------------------- | -------------------- | ------------- | ------------- | ------ | ------ | ------ |
| Frauen                                                                       |                      |               |               |        |        |        |
| Carolina Rodríguez                                                           | Mehrkampf Einzel     | 70,515        | 7             | 69,949 | 8      | 8      |
| Sandra Aguilar Artemi Gavezou Elena López Lourdes Mohedano Alejandra Quereda | Mehrkampf Mannschaft | 35,749        | 1             | 35,766 | 2      | Silber |

### Wasserball
| Wettbewerb         | Frauen | Männer |
| ------------------ | --- | --- |
| Athleten           | Marta Bach Anna Espar Clara Espar Laura Ester (TW) Judith Forca Maica García Godoy Patricia Herrera (TW) Paula Leitón Laura López Beatriz Ortiz Matilde Ortiz Pilar Peña Carrasco Roser Tarragó | Iñaki Aguilar (TW) Ricard Alarcón Gonzalo Echenique Albert Español Francisco Fernández Blai Mallarach Marc Minguell Guillermo Molina Ríos Alberto Munárriz Daniel López (TW) Marc Roca Balázs Szirányi Roger Tahull |
| Trainer            | Miki Oca | Gabriel Hernández |
| Gruppenphase       | Vereinigte Staaten (4:11) Ungarn (11:10) Volksrepublik China (12:8) | Italien (8:9) Vereinigte Staaten (10:9) Kroatien (9:4) Frankreich (10:4) Montenegro (9:9) |
| Viertelfinale      | Russland (10:12) | Serbien (7:10) |
| Platzierungsspiele | Volksrepublik China (11:6) Australien (12:10) | Griechenland (7:9) Brasilien (9:8) |
| Halbfinale         | ausgeschieden | ausgeschieden |
| Finale             | ausgeschieden | ausgeschieden |
| Platzierung        | 5. Platz | 7. Platz |